# Шептаківська сільська рада
Шептакі́вська сільська́ ра́да — колишня адміністративно-територіальна одиниця та орган місцевого самоврядування в Новгород-Сіверському районі Чернігівської області. Адміністративний центр — село Шептаки.

## Загальні відомості
Шептаківська сільська рада утворена у 1919 році.
- Територія ради: 77,6371 км²
- Населення ради: 818 осіб (станом на 2001 рік)

## Населені пункти
Сільській раді підпорядковані населені пункти:
- с. Шептаки
- с. Клевин
- с. Кролевець-Слобідка
- с. Узруй

## Склад ради
Рада складається з 12 депутатів та голови.
- Голова ради: Камка Олександр Федорович
- Секретар ради: Марченко Ольга Василівна

### Керівний склад попередніх скликань
| Прізвище, ім'я, по батькові  | Основні відомості                                                 | Дата обрання | Дата звільнення |
| ---------------------------- | ----------------------------------------------------------------- | ------------ | --------------- |
| Сігута Олександр Олексійович | Сільський голова, 1949 року народження, член Партії регіонів      | 26.03.2006   | 31.10.2010      |
| Камка Олександр Федорович    | Сільський голова, 1961 року народження, освіта вища, безпартійний | 31.10.2010   | 25.10.2015      |

Примітка: таблиця складена за даними сайту Верховної Ради України

### Депутати
За результатами місцевих виборів 2010 року депутатами ради стали:

#### За суб'єктами висування
| Суб'єкт висування                 | Кількість обраних депутатів | %    |
| --------------------------------- | --------------------------- | ---- |
| Самовисування                     | 6                           | 50   |
| Партія регіонів                   | 5                           | 41,7 |
| Політична партія «Сильна Україна» | 1                           | 8,3  |

#### За округами
| № округу                          | Прізвище, ім'я, по батькові       | Дата визнання обраним | Освіта  | Партійна приналежність                  | Відомості про обраного депутата                                      |
| --------------------------------- | --------------------------------- | --------------------- | ------- | --------------------------------------- | -------------------------------------------------------------------- |
| Партія регіонів                   |                                   |                       |         |                                         |                                                                      |
| 1                                 | Бикова Олена Василівна            | 03.11.2010            | вища    | член Партії регіонів                    | Шептаківська сільська рада, головний бухгалтер сільської ради        |
| 2                                 | Марченко Ольга Василівна          | 03.11.2010            | вища    | член Партії регіонів                    | Шептаківська сільська рада, секретар сільської ради                  |
| 3                                 | Лунь Анатолій Іванович            | 03.11.2010            | середня | член Партії регіонів                    | пенсіонер                                                            |
| 5                                 | Бунак Тетяна Григорівна           | 03.11.2010            | середня | член Партії регіонів                    | Благодійний єврейський фонд, соціальний робітник                     |
| 8                                 | Биков Анатолій Антонович          | 03.11.2010            | вища    | член Партії регіонів                    | Комунальне підприємство, директор                                    |
| Політична партія «Сильна Україна» |                                   |                       |         |                                         |                                                                      |
| 9                                 | Головач Сергій Олександрович      | 03.11.2010            | середня | член Політичної партії «Сильна Україна» | ДП «Н-Сіверськрайагролісгосп», лісник                                |
| Самовисування                     |                                   |                       |         |                                         |                                                                      |
| 4                                 | Телегіна Лариса Василівна         | 03.11.2010            | середня | позапартійна                            | Шептаківський фельдшерсько-акушерський пункт, молодша медична сестра |
| 6                                 | Тимошенко Тамара Миколаївна       | 03.11.2010            | середня | позапартійна                            | Шептаківська сільська бібліотека, бібліотекар                        |
| 7                                 | Тимошенко Олександр Станіславович | 03.11.2010            | середня | член Єдиного Центру                     | тимчасово не працює                                                  |
| 10                                | Шапранська Ганна Михайлівна       | 03.11.2010            | середня | позапартійна                            | Відділення зв'язку, завідуча                                         |
| 11                                | Камка Василь Степанович           | 03.11.2010            | вища    | позапартійний                           | Державна інспекція захисту росли, головний державний інспектор       |
| 12                                | Циркун Надія Іванівна             | 03.11.2010            | вища    | позапартійна                            | пенсіонер                                                            |